# Ribautia mjoebergi
Ribautia mjoebergi är en mångfotingart som först beskrevs av Verhoeff K. W. 1925.  Ribautia mjoebergi ingår i släktet Ribautia och familjen storjordkrypare. Inga underarter finns listade i Catalogue of Life.